# كيفن هارت (كاتب)
كيفن هارت (بالإنجليزية: Kevin Hart)‏ هو ناقد أدبي ومؤلف وفيلسوف وكاتب وشاعر أسترالي، ولد في 5 يوليو 1954 في أستراليا.